# Salabat Jang
Amir al-Mamalik Asaf al-Daula Nawab Said Muhammad Khan Bahadur Zaffar Jang Salabat Jang (24 de novembre de 1718-Fort Bidar 16 de setembre de 1763) fou nawab subadar del Dècan i nizam d'Hyderabad. Era el tercer fill d'Asaf Jah I.
Va rebre els títols de Khan Bahadur i Salabat Jang el 1749. Mort Muzaffar Jang el 13 de febrer de 1751 els caps militars paixtus i els francesos el van proclamar sobirà prop de Luckridpilli, lloc del combat, i fou confirmat per un firman imperial el 12 de setembre de 1751. Va rebre els títols de Asaf al-Daula i Zaffar Jang el 1751, rebent també el d'Amir Al-Mamalik de l'emperador Alamgir II. El seu germà Firuz Jang que també pretenia els drets i havia estat nomenat virrei per l'emperador, el va nomenar virrei el 1751; Firuz va rebre el suport dels marathes per assolir el poder el 14 de maig de 1752, però fou assassinat abans de pujar al tron el 16 d'octubre de 1752 deixant el camí lliure a Salabat. Els marathes van acabar acceptant un acord de pau.
Salabat va poder restar al poder fins que els francesos que li donaven suport, amenaçats a les seves pròpies posicions a l'Índia per les victòries de Robert Clive, el van abandonar. El seu germà Nizam Ali Khan Asaf Jah II, tenia la seva confiança i va fer un acord amb els britànics el 14 de maig de 1759.
El seu germà Humayun Jah Nasir al-Mulk Motakid al-Daula Nawab Chin Kilij Khan Bahadur Mir Mughal Ali Khan Nasir Jang (1737-1802) es va revoltar el 1761, i no es va sotmetre fins a la pujada al poder d'Asaf Jah II el 1762. Asaf Jah II va aprofitar de la confiança que gaudia per enderrocar-lo, pujant al tron el 8 de juliol de 1762.
Tancat al fort de Bidar fou assassinat el 16 de setembre de 1763. Va tenir dos fills que no van tenir cap paper polític.